# マルコム・ヤング
マルコム・ミッチェル・ヤング（Malcolm Mitchell Young, 1953年1月6日 - 2017年11月18日）は、スコットランド グラスゴー生まれ、オーストラリア シドニー育ちのギタリスト。AC/DCのリズムギタリストとして知られている。同バンドのアンガス・ヤングは弟。デビュー当時から、グレッチのギターを愛用している。

## 経歴

### デビュー前
マルコムの両親、ウィリアム(1911〜85)とマーガレット(1913〜88)は1963年にスコットランドのグラスゴーからオーストラリアにジョージ、マーガレット、マルコム、アンガスの4人の子供を連れて移住した。長兄のアレックス（後にバンド、グレープフルーツを結成した）はイギリスに残された。一家はバーウッドの郊外に居を構えた。
ジョージ・ヤングが結成したバンド、イージービーツはオーストラリアで1965年から68年にかけて数多くのナンバー1ヒットを放ち、「Friday On My Mind」で世界的な成功を収めた。
マルコムはニューカッスルで「ヴェルヴェット・アンダーグラウンド」（ニューヨーク出身の有名なバンドとは同名の異なるバンド）というバンドに加わる。バンドはT・レックスやローリング・ストーンズのカヴァーを主に行った。
アンガスは「カンタッキー」という別のバンドに加入した。

### AC/DC
マルコムとアンガスは、1973年11月にAC/DCを結成した。当時マルコムは20歳、アンガスは18歳であった。この頃のマルコムはリズム･ギターだけでなくリード・ギター・パートもアンガスと共に受け持っていたという。彼らは初代ヴォーカリストのデイヴ・エヴァンスと共にオーストラリア国内でライヴ活動を行う。その後エヴァンスが脱退、ボン・スコットをヴォーカリストに迎えて、本格的な世界進出へ向けた活動を展開していく
1976年に、AC/DCの活動拠点をイギリスに移し、世界ツアーおよびアルバム制作の過密なスケジュールをこなし始めた。しかし1980年、ヴォーカリストのボン・スコットが死亡、彼らは後継のヴォーカリストとしてブライアン・ジョンソンを迎える。ブライアンを加えて制作されたアルバム『バック・イン・ブラック』は世界中で爆発的なヒットとなった。
マルコムはアルコール依存症のため、1988年のツアーには不参加であった。しかしながらこの事実は隠され、公式には息子の病気のためツアーに参加しなかったとされた（息子は実際に病気であった）。マルコムはその後アルコール依存症を克服し、バンドに復帰した。マルコムの不在時、彼の甥であるスティーヴィーが後任としてバンドに参加した。
2014年4月、AC/DCはマルコムが休養すると告知。後に、今後バンドへ復帰することはないと発表した。ほどなくしてマルコムが認知症を患っていると報道され、家族もそれを認めた。

### 晩年
2017年11月18日に64歳で死去。次兄のジョージ・ヤングが亡くなった一か月後であった。